# Сент-Френсіс (Мен)
Сент-Френсіс (англ. St. Francis) — місто (англ. town) в США, в окрузі Арустук штату Мен. Населення — 438 осіб (2020).

## Демографія
Згідно з переписом 2010 року, у місті мешкало 485 осіб у 234 домогосподарствах у складі 143 родин. Було 316 помешкань
Расовий склад населення:
| - 96,9 % — білих - 1,9 % — корінних американців |

До двох чи більше рас належало 1,2 %. Частка іспаномовних становила 0,6 % від усіх жителів.
За віковим діапазоном населення розподілялося таким чином: 15,1 % — особи молодші 18 років, 62,4 % — особи у віці 18—64 років, 22,5 % — особи у віці 65 років та старші. Медіана віку мешканця становила 51,3 року. На 100 осіб жіночої статі у місті припадало 100,4 чоловіків;  на 100 жінок у віці від 18 років та старших — 111,3 чоловіків також старших 18 років.
Середній дохід на одне домашнє господарство  становив 37 466 доларів США (медіана — 26 932), а середній дохід на одну сім'ю — 51 740 доларів (медіана — 50 417). Медіана доходів становила 41 667 доларів для чоловіків та 35 625 доларів для жінок. За межею бідності перебувало 16,2 % осіб, у тому числі 0,0 % дітей у віці до 18 років та 18,8 % осіб у віці 65 років та старших.
Цивільне працевлаштоване населення становило 97 осіб. Основні галузі зайнятості: сільське господарство, лісництво, риболовля — 30,9 %, освіта, охорона здоров'я та соціальна допомога — 19,6 %, фінанси, страхування та нерухомість — 16,5 %.